# Flat Rock, Illinois
Flat Rock är en ort i Crawford County i delstaten Illinois, USA.